# Бахерден
Бахерден (до 1993 — Бахарден; в 2003—2018 роках — Бахарли, туркм. Bäherden) — місто в Туркменістані, адміністративний центр Бахерденського етрапу Ахалського велаяту.

## Населення
Станом на 2008 рік населення Бахердену становить 24 139 осіб.

## Географія
Місто розташоване біля північного підніжжя Копетдага за 101 км від столиці Туркменістану - міста Ашгабад. Через місто проходить автошлях М37, поряд розташований Каракумський канал.

## Історія

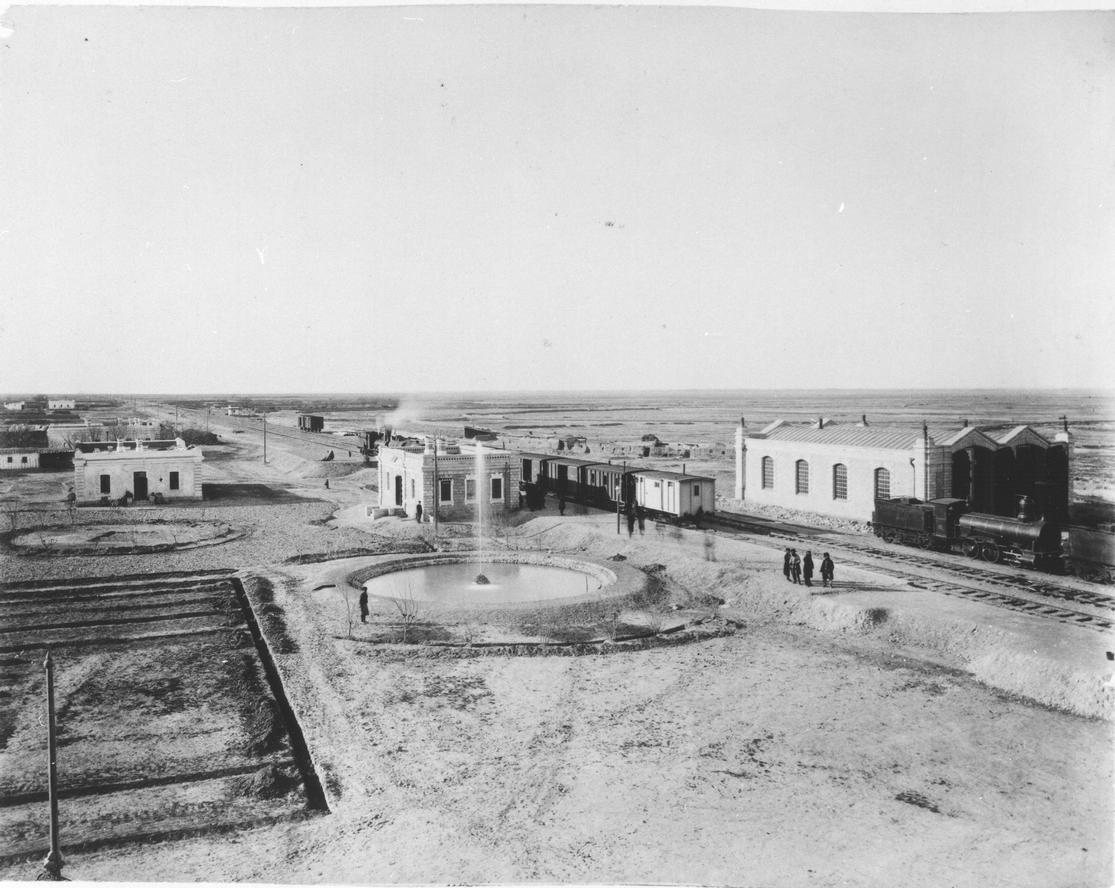
Бахерденьська станція Закаспійської залізниці

У 1881 році місцевість, на території якої зараз розташовується Бахерден була приєднана до Російської імперії. Наприкінці XIX століття в ньому проживало 789 осіб, розташовувалася станція Закаспійської залізниці. Тоді Бахерден був центром Дурунського приставства. 

## Пам'ятки
Південно-східніше міста розташовується Бахерденська печера — карстова вапнякова печера з підземним озером Коу-Ата.